# Unicorn (álbum)
Unicorn es el tercer álbum de estudio de la banda británica de rock T. Rex, publicado en mayo de 1969 y que se convirtió en el primer disco de la banda en ser editado en los Estados Unidos, ya que los dos anteriores fueron publicados meses después en dicho país. El disco alcanzó el puesto 12 en la lista UK Albums Chart en el Reino Unido en junio del mismo año.
Además, marcó el inicio de una nueva etapa de la banda, ya que Marc incorporó por primera vez la guitarra eléctrica y Steve Peregrin Took la batería como tal, sin embargo, los sonidos folk siguieron dominando en las composiciones realizadas por el vocalista. Por su parte, fue el último trabajo del percusionista Steve Peregrin Took debido a que se retiró de la banda en octubre del mismo año al no sentirse cómodo con el sonido que quería tomar Marc. Por último, en la canción «Romany Soup» existe una breve historia relatada por el presentador radial John Peel.

## Lista de canciones
Todas las canciones escritas por Marc Bolan

| N.º | Título                                                          | Duración |  |
| 1.  | «Chariots of Silk»                                              | 2:26     |  |
| 2.  | «Pon a Hill»                                                    | 1:14     |  |
| 3.  | «The Seals of Seasons»                                          | 1:49     |  |
| 4.  | «The Troat of Winter»                                           | 1:59     |  |
| 5.  | «Cat Black (The Wizards's Hat)»                                 | 2:55     |  |
| 6.  | «Stones for Avalon»                                             | 1:37     |  |
| 7.  | «She Was Born to be My Unicorn»                                 | 2:37     |  |
| 8.  | «Like a White Star, Tangled and Far, Tulip that's What You Are» | 3:49     |  |
| 9.  | «Warlord of the Royal Crocodiles»                               | 2:11     |  |
| 10. | «Evenings of Damask»                                            | 2:26     |  |
| 11. | «The Sea of Beasts»                                             | 2:26     |  |
| 12. | «Iscariot»                                                      | 2:53     |  |
| 13. | «Nijinsky Hind»                                                 | 2:20     |  |
| 14. | «The Pilgrim's Tale»                                            | 2:07     |  |
| 15. | «The Misty Coast of Albany»                                     | 1:43     |  |
| 16. | «Romany Soup»                                                   | 5:40     |  |

## Músicos
- Marc Bolan: voz, guitarra eléctrica, guitarra acústica y armonio
- Steve Peregrin Took: batería, bongó, conga y tambor parlante
- Tony Visconti: piano en «Cat Black (The Wizard's Hat)» (músico invitado)